# Gammellund Sø
Gammellund Sø (dansk) eller Gammellunder See (tysk) er en 0,242 km2 stor indsø beliggende på den sandede gest mellem landsbyerne Gammellund, Frederikså og Arnholt (Arnskov) i Sydslesvig. Administrativ hører søens sydvestlige bred under Jydbæk, dens sydøstlige under Lyrskov og dens nordøstlige bred under Bollingsted Kommune i den nordtyske delstat Slesvig-Holsten. I den danske tid lå søen i Michaelis Sogn i Arns Herred (Gottorp Amt, Slesvig). Søen har tilløb fra øst af Rubæk og afløb mod vest til Jydbækken, som senere udmunder i Trenen. Søens maksimale dybde er 3,2 m. Området er landsbrugspræget. Gammellund Sø karakteriseres som en naturlig eutrof sø, den er altså næringsrig og har meget planteplankton, som hæmmer lysetsnedtrængning i vandet. Der kan nævnes vandaks og kransalger. I 2014 blev søen og det tilgrænsende areal på vegne af det slesvig-holstenske miljøministerium udpeget som habitatområde under det fælleseuropæiske Natura 2000-projekt.